# Agana Heights

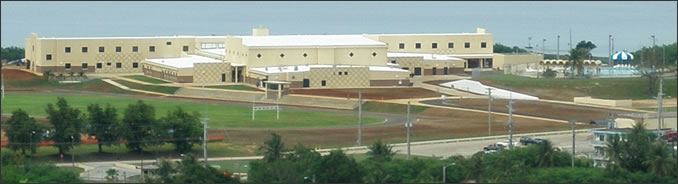
Guam High School

Agana Heights (Chamorro: Tutuhan) is een gemeente en dorp op het Amerikaanse eiland Guam in de Grote Oceaan. De gemeente ligt op het midden van het eiland en telde in 2010 3.808 inwoners op een oppervlakte van omgerekend 2,67 km², waarmee de bevolkingsdichtheid 1.426,23 inwoners per vierkante kilometer bedroeg.

## Geografie
Agana Heights ligt op de heuvel ten zuiden van de hoofdstad Hagåtña en is samen met Sinajana en Barrigada de enige gemeente op Guam die niet aan de kust ligt. Het wordt namelijk door een smalle strook land, die bij Hagåtña hoort, gescheiden van de Filipijnenzee. De gemeente heeft een oppervlakte van 2,67 km², waarmee het een van de kleinere gemeenten is. Aanliggende gemeenten zijn naast Hagåtña in het noorden, Sinajana in het oosten, Chalan-Pago-Ordot in het zuiden en Asan in het westen. De grens met Asan wordt gevormd door het riviertje de Fonte.

## Demografie
De gemeente had bij de census van 2010 een inwoneraantal van 3.808, dat is ongeveer 3,4% minder dan in 2000, want toen bedroeg het aantal 3.940.

## Voorzieningen
Het ziekenhuis van de Amerikaanse marine op Guam bevindt zich in het dorp. Guam High School, een highschool van het Department of Defense Education Activity voor kinderen van Amerikaanse militairen gestationeerd op het eiland, ligt op hetzelfde terrein. Daarnaast is er nog Agana Heights Elementary School, een lagere school die onder het Guam Department of Education valt.

## Verkeer en vervoer
De enige hoofdweg (Guam Highway) die door Agana Heights gaat, is de GH-7. Deze weg loopt van Asan naar Hagåtna en scheidt in Agana Heights het terrein van de Amerikaanse marine met de rest van het dorp.